# Ecocriticismo
Ecocriticismo é um ramo da teoria literária contemporânea focado no estudo de textos culturais e na forma como produzem noções de 'natureza', 'animalidade' e 'materialidade', entre outras, através de representações, que consequentemente influenciam práticas concretas. Em outras palavras, é definido como o estudo da relação entre literatura e meio ambiente, uma intersecção entre a crítica ambiental e os estudos literários. Enquanto campo de estudos, participa das humanidades ambientais, interagindo com outros ramos como a ecologia cultural e história ambiental. O campo se desenvolveu principalmente no contexto anglófono, com um foco inicial na literatura romântica e na técnicas de escrita da natureza, diversificando-se, posteriormente, para abranger outras geografias e outras formas de texto, fazendo-se uma espécie de 'crítica ecocultural' e tomando como objeto textos de divulgação científica, filmes, programas de televisão e um variedade de artefatos cultural.